# Plebiscito delle province napoletane del 1860
Il plebiscito delle province napoletane del 1860 si svolse il 21 ottobre 1860 nelle province continentali del Regno delle Due Sicilie, già sottoposte alla dittatura garibaldina, e sancì la fusione con il costituendo Regno d'Italia.

## Storia
Il plebiscito, indetto dal prodittatore per le province napoletane Giorgio Pallavicino, si tenne il 21 ottobre 1860, con il quesito: «Il Popolo vuole l'Italia una e indivisibile con Vittorio Emanuele Re costituzionale, e suoi legittimi discendenti?».

## Risultati
| Province napoletane | Province napoletane | Numero    | %      |
| ------------------- | ------------------- | --------- | ------ |
|                     | Sì                  | 1 302 064 | 99,21% |
|                     | No                  | 10 312    | 0,79%  |
|                     |                     |           |        |
| Iscritti            | Iscritti            | n.d.      |        |
| ↳ Votanti           | ↳ Votanti           | n.d.      | n.d.   |
| ↳ Voti validi       | ↳ Voti validi       | 1 312 376 | n.d.   |
| ↳ Voti nulli        | ↳ Voti nulli        | n.d.      | n.d.   |

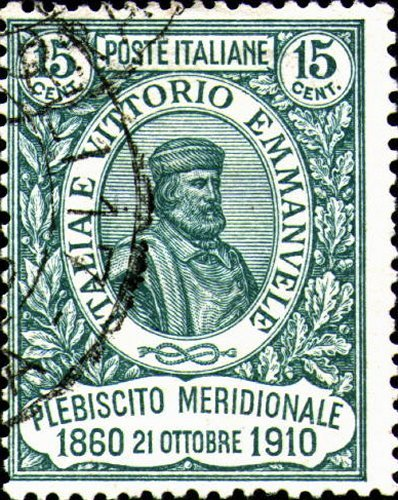
Francobollo del Regno d'Italia emesso in occasione del 50º anniversario del plebiscito

L'annessione fu formalizzata con regio decreto 17 dicembre 1860, nn. 4498 «Le province napoletane fanno parte del Regno d'Italia».